# Renault Clio V6

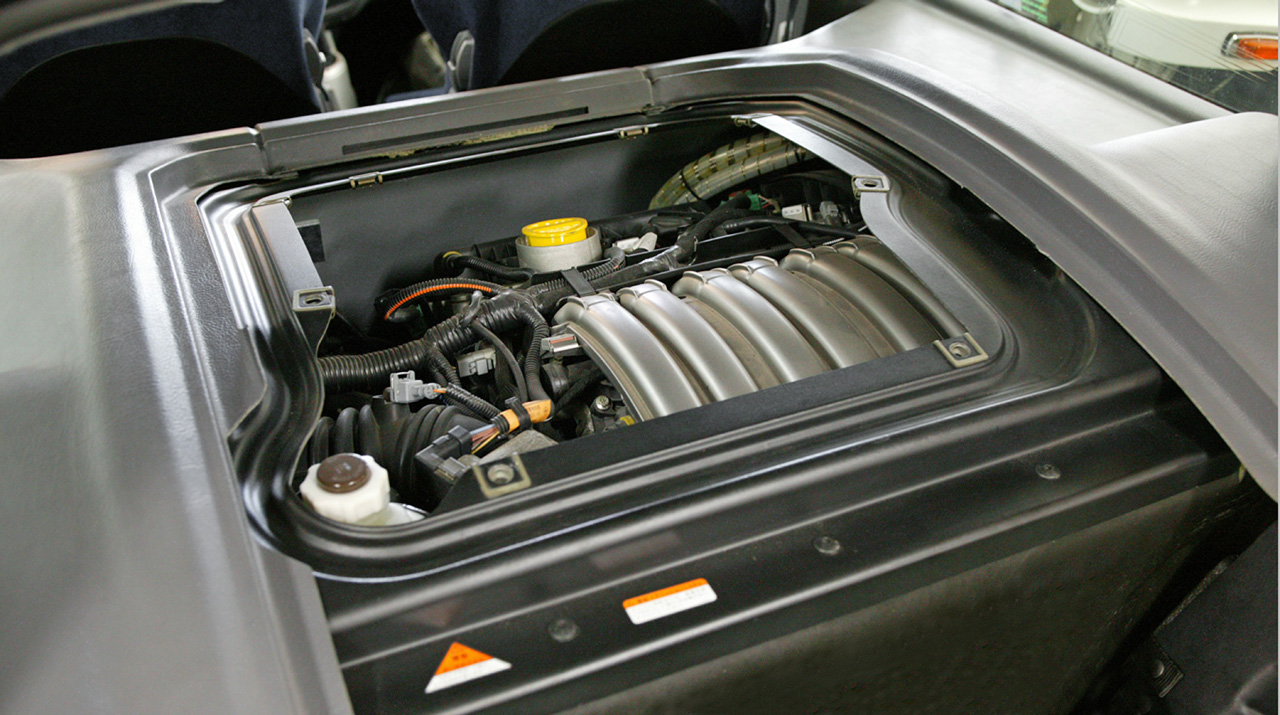
motorn i en Renault Clio V6.

Renault Clio V6 - toppmodell av Renault Clio generation 2.
Renault Clio V6  (alias Renault Clio RS) är uppbyggd på liknande sätt som sin föregångare, Renault 5 Turbo. Dvs: längsställd motor bakom framsätet (mittmotor) och bakhjulsdrift.
Någon speciell konkurrent finns inte, den närmaste konkurrenten torde vara VW Golf GTi generation V.